# Túlio de Oliveira
Tulio de Oliveira es un investigador lusobrasileño y residente permanente sudafricano, profesor de bioinformática en la Universidad de KwaZulu-Natal y la Universidad de Stellenbosch, Sudáfrica, y profesor asociado de salud global en la Universidad de Washington. Estudió los brotes de chikungunya, dengue, hepatitis B y C, VIH, SARS-CoV-2, fiebre amarilla y Zika. Durante la pandemia de COVID-19 dirigió el equipo que confirmó el descubrimiento de la variante Beta del COVID-19 en 2020 y de la variante Ómicron en 2021. 
Obtuvo becas en la Universidad de Oxford, el Wellcome Trust Sanger Institute, y la Universidad de Edimburgo y en 2015 fue nombrado profesor. En 2017 fundó la Plataforma de Secuenciación e Innovación en Investigación de KwaZulu-Natal (KRISP) y en 2021 fundó el Centro de Respuesta e Innovación Epidémica (CERI), para secuenciar y rastrear epidemias.

## Primeros años
Nació en Brasil. Se licenció en Ciencias por la Universidad Federal de Rio Grande do Sul en Brasil. Se licenció y doctoró en la Facultad de Medicina Nelson R Mandela de la Universidad de KwaZulu-Natal.

## Carrera
Durante su carrera estudió los brotes de chikungunya, dengue, hepatitis B y C, VIH, SARS-CoV-2, fiebre amarilla y Zika.
De 2004 a 2006 fue becario de investigación Marie Curie en la Universidad de Oxford.En 2015 fue becario avanzado Newton en el Wellcome Trust Sanger Institute de la Universidad de Edimburgo y ese mismo año fue nombrado profesor de bioinformática en la Universidad de KwaZulu-Natal. Allí, en 2017, fundó la KwaZulu-Natal Research Innovation and Sequencing Platform (KRISP), que ha secuenciado y rastreado el dengue, el Zika, el VIH y la tuberculosis, además del SARS-CoV-2. En 2018, el año anterior a finalizar su beca en Edimburgo, fue nombrado profesor asociado de Salud Global en la Universidad de Washington.
En julio de 2021, se convirtió en profesor de bioinformática en la Escuela de Ciencia de Datos y Pensamiento Computacional de la Universidad de Stellenbosch.
Durante la Pandemia de COVID-19 dirigió el equipo que confirmó el descubrimiento de la Variante Beta del virus COVID-19 a finales de 2020. Ha planteado la hipótesis de que los grandes grupos de personas previamente infectadas con inmunidad en declive impulsan directamente la aparición de variantes preocupantes. Si simultáneamente hay un alto nivel de transmisión, entonces la disminución de la inmunidad individual puede fallar a la hora de prevenir la reinfección, y si el virus no se elimina en suficientes personas, nuevas mutaciones peligrosas pueden ser más probables, ya que el virus sobrevive y pasa a infectar a más personas. Posteriormente, como investigador principal y líder de la Red de Vigilancia Genómica en Sudáfrica, dirigió el equipo que confirmó y alertó a las autoridades de la variante ómicron, secuenciada por primera vez en el Laboratorio Lancet de Johannesburgo, como una nueva variante en 2021. Tras alertar por primera vez a las autoridades sobre la variante ómicron en Sudáfrica, de Oliveira sostuvo que el origen era desconocido; ha «insistido en que el hecho de que se detectara por primera vez en Sudáfrica no significa que fuera allí donde se originó». Informó de que era posible que ómicron procediera de otro lugar, ya que el Aeropuerto Internacional O. R. Tambo de Johannesburgo era el más grande de África.

## Reconocimientos y premios
De Oliveira fue incluido en Los 10 de Nature, una lista de diez científicos con un papel importante en los avances científicos durante 2021, recopilada por la revista científica Nature. De Oliveira fue incluido en una lista del líder de la vigilancia genómica como una de las diez tecnologías rompedoras en 2022 recopilada por la revista científica MIT Technology Review.Recibió el premio Medalla de Oro del Consejo Sudafricano de Investigación Médica (SAMRC) en 2022.
Ese mismo año, por sus contribuciones a la sociedad, recibió el Premio Batho Pele del Gobierno de Sudáfrica.  Su nombre se incluyó en la lista de la revista Time de 2024 entre las 100 personas más influyentes en el ámbito de la salud.